# أشتون هايوارد
أشتون هايوارد هو سياسي أمريكي، ولد في 15 أبريل 1969 في بينساكولا في الولايات المتحدة. نشط حزبياً في الحزب الجمهوري.

## وصلات خارجية
- الموقع الرسمي